# 카를루스 카이저
카를루스 엔리케 라포소(Carlos Henrique Raposo , 1963년 4월 2일~)는 통칭 카를루스 카이저라 불리는 브라질의 가짜 축구선수이다. 그는 부상을 핑계로 계속 경기를 회피했으며 경기에 투입되자마자 관중과 싸워서 퇴장당했다. 따라서 축구 선수임에도 불구하고 그의 전 커리어를 통털어 경기 출장 시간 총합은 0초에 불과했다.

## 어린 시절
단지 얼굴이 프란츠 베켄바워와 똑같이 생겼다는 이유 하나만으로 '카이저'라는 별명이 붙었다.

## 축구 선수
그는 희한하게도 축구 선수는 되고 싶었지만 축구 경기에는 투입되기 싫어했다. 하지만 입단 후 훌륭한 말솜씨로 카를루스 아우베르투 토히스, 히카루드 로차, 헤나투 가우초 등과 절친이 되었다. 카를루스 카이저는 '딱 축구선수다,' 라는 것을 보여주기만 할 정도의 축구실력만을 갖고 있었으며 이를 이용해 입단할 때마다 축구선수라는 것만 보여줘서 입단했다. 그리고는 뜬금없이 햄스트링 부상을 당했다는 핑계로 팀 훈련은 불참한 채 피지컬 훈련만 반복했다. 게다가 그 뛰어난 말솜씨를 이용해서 기자들을 매수해 기자들과도 깊은 친분을 쌓아 두었고 이를 이용해 사기극에 기자들을 최대한 활용했다.

## 클럽 경력
보타포구 FR 유스팀에서 축구를 시작해, 멕시코로 건너가서 푸에블라 FC에서 성인 축구선수로 데뷔했다.
푸에블라 FC에서 보타포구 FR로 이적한 뒤 귀국해서 일명 대포폰(제3자의 명의로 되어 있는 가짜 휴대전화)을 이용해 영어로 사기를 쳤지만 나중에 영어를 매우 잘하는 보타포구 FR의 팀 닥터에 발각되었으며 그 길로 보타포구 FR에서 방출되었다. 이후 CR 플라멩구로 이적해서 부상 사기를 쳐서 경기에 출장하지 않으면서 몇 개월을 버텼다. 이후 아르헨티나로 건너가서 CA 인데펜디엔테로 이적한 이후 CA 인데펜디엔테 구단에다가도 동일한 축구 사기를 쳤다. 그리고 아르헨티나의 진짜 축구선수인 카를로스 엔리케를 자신이라고 사기를 치기도 했다.
1986년에는 유럽으로 건너가서 가젤레크 아작시오에 이적했다. 하지만 여기서도 축구 사기를 쳐 단 1초도 경기에 출장하지 않았다.
1987년에는 다시 브라질로 되돌아와서 방구 AC로 이적했다. 여기서 카를루스 카이저는 한 경기에서 방구 AC가 0-2로 지고 있어서 경기에 투입되었지만 경기에 투입되자마자 갑자기 관중석으로 뛰어들어서 관중 1명을 구타했고 그게 이유가 되어 퇴장당했다. 하지만 이 때 기자회견에서 카를루스 카이저는 "우리 구단주 님을 도적놈이라고 하는 인간은 용서할 수 없다!"라고 말하는 바람에 되려 구단의 총애를 받게 되었고 이 일로 그의 계약은 6개월 연장되었다.
이후 친구를 매수해서 대포폰을 이용해 타 구단에서 이적 제의를 하는 것을 거절하고 있는 가짜 상황을 연출했다가 구단 에이전트에게 적발당하기도 했다.
나중에 CR 바스쿠 다 가마로 이적했지만 역시 단 한 경기도 출장하지 않았다. 이후 여기저기 전전하다가 다시 보타포구 FR로 이적해 그 곳에서 가짜 축구선수 생활을 마감했다. 희한하게도 축구 선수 커리어는 굉장히 길지만 단 1경기도 출장하지 않았다.

## 국가대표 경력
당연히 클럽에서의 출장시간을 요구하는 국가대표에서는 엔트리 멤버에 선발된 적이 없다.